# The Eddy Duchin Story
The Eddy Duchin Story (bra: Melodia Imortal; prt: Melodia Fascinante) é um filme estadunidense de 1956, do gênero drama romântico-biográfico-musical, dirigido por George Sidney para a Columbia Pictures, com roteiro de Samuel Taylor e Leo Katcher baseado na vida do pianista e bandeader Eddy Duchin.
Tyrone Power foi dublado ao piano por Carmen Cavallaro.

## Elenco
- Tyrone Power ..... Eddy Duchin
- Kim Novak ..... Marjorie Oelrichs
- Victoria Shaw ..... Chiquita Wynn
- James Whitmore ..... Lou Sherwood
- Larry Keating ..... Leo Reisman

## Sinopse
Na Nova York da década de 1930, o pianista Eddy Duchin alcança o auge da carreira, forma sua própria banda e namora uma milionária, até que vem a Segunda Guerra Mundial e interrompe tudo isso.

## Prêmios e indicações
| Prêmio                        | Categoria                  | Recipiente                               | Resultado |
| ----------------------------- | -------------------------- | ---------------------------------------- | --------- |
| Prêmios Globo de Ouro de 1956 | Revelação feminina         | Victoria Shaw                            | Vencedora |
| Oscar 1957                    | Melhor trilha sonora       | Morris Stoloff, George Duning            | Indicado  |
| Oscar 1957                    | Melhor fotografia em cores | Harry Stradling                          | Indicado  |
| Oscar 1957                    | Melhor som                 | Columbia (estúdio de som), John Livadary | Indicado  |
| Oscar 1957                    | Melhor roteiro original    | Leo Katcher                              | Indicado  |

## Música
Canções executadas no filme:
- "Manhattan" (Richard Rodgers)[5]
- "Noturno em mi bemol" (Frédéric Chopin)[5]
- "I'll Take Romance" (Ben Oakland)[5]
- "Aquarela do Brasil (Ary Barroso)[5]
- "Dizzy Fingers" (Zez Confrey)[5]
- "Chopsticks" (Arthur de Lulli)[5]
- "S-H-I-N-E" (Ford Dabney)[5]
- "You're My Everything" (Harry Warren)[5]
- "It Must Be True" (Harry Barris)[5]
- "Shine on Harvest Moon" (Nora Bayes e Jack North)[5]